# San Miguel Dueñas
San Miguel Dueñas – miasto w południowej części Gwatemali, w departamencie Sacatepéquez. Według danych szacunkowych z 2012 roku liczba mieszkańców wynosiła 7392 osób. 
San Miguel Dueñas leży w odległości około 10 km na południowy zachód od stolicy departamentu – miasta Antigua Guatemala.
San Miguel Dueñas leży na wysokości 1458 m n.p.m. pomiędzy dwoma potężnymi wulkanami; aktywnym Acatenango oraz uśpionym obecnie Volcán de Agua. Jest to ponadto rejon bardzo aktywny sejsmicznie. Niedaleko przebiega przechodzący w poprzek Gwatemali uskok Motagua, oddzielający płytę karaibską od płyty północnoamerykańskiej. Takie położenie sprawia, że trzęsienia ziemi o sile ponad 4 stopni w skali Richtera zdarzają się w każdym miesiącu.

## San Miguel Dueñas
Miasto jest siedzibą władz gminy o tej samej nazwie, która jest jedną z szesnastu gmin w departamencie. W 2012 roku gmina liczyła 11 293 mieszkańców.
Gmina jak na warunki Gwatemali jest nieduża, a jej powierzchnia obejmuje 35 km². Mieszkańcy gminy utrzymują się z rolnictwa i rzemiosła artystycznego. Najważniejszymi uprawami są kukurydza, kawy, fasola, banany, wilec ziemniaczany, makadamia oraz drzewa owocowe i kwiaty.